# 리베카 워드
리베카 클레어 "베카" 워드(영어: Rebecca Claire "Becca" Ward, 1990년 2월 7일~)는 미국의 은퇴한 펜싱 선수로 주 종목은 사브르이다. 006년 세계 펜싱 선수권 대회 사브르 개인전에서 금메달을 획득하였으며, 2008년 하계 올림픽 개인전과 단체전에서 동메달을 획득했다. 2015년에 미국 펜싱 명예의 전당에 헌액되었다.